# Чаплинка (пункт пропуску)
46°13′25.0″ пн. ш. 33°37′38.4″ сх. д. / 46.223611° пн. ш. 33.627333° сх. д.
Чаплинка — тимчасовий пункт пропуску в Україні через адміністративну межу між Херсонською областю та анексованим Росією Кримом.
Розташований в Чаплинському районі Херсонської області, неподалік Перекопа, на автошляху Т 2202.
Вид пункту пропуску — автомобільний. Статус пункту пропуску — спеціальний.
Характер перевезень — пасажирський, вантажний.
Види контролю — прикордонний, митний, радіологічний, ветеринарний, санітарний.
Режим роботи — цілодобово.

## Дивись також
- Викид в Армянську